# أل كوبر
أل كوبر (بالإنجليزية: Al Cooper)‏ هو عازف ساكسفون أمريكي، ولد في 1911، وتوفي في 5 أكتوبر 1981.

## وصلات خارجية
- أل كوبر على موقع ميوزك برينز (الإنجليزية)
- أل كوبر على موقع أول ميوزيك (الإنجليزية)
- أل كوبر على موقع ديسكوغز (الإنجليزية)